# Heliodoxa jacula
Heliodoxa jacula е вид птица от семейство Колиброви (Trochilidae). Видът е незастрашен от изчезване.

## Разпространение
Разпространен е в Колумбия, Коста Рика, Еквадор, Никарагуа и Панама.